# Карл-Дітріх Бентін
Карл-Дітріх Бентін (нім. Karl-Dietrich Benthin; 25 вересня 1921, Кенігсберг — 26 листопада 1990) — німецький офіцер-підводник, оберлейтенант-цур-зее крігсмаріне.

## Біографія
22 вересня 1940 року вступив на флот. З 3 січня по 5липня 1942 року пройшов курс підводника, з 6 липня по 2 серпня — курс командира взводу. З 3 серпня 1942 року — офіцер взводу 2-ї навчальної дивізії підводних човнів. З 15 лютого 1943 року — 3-й вахтовий офіцер на підводному човні U-518. 15 квітня 1943 року переданий в розпорядження 2-ї флотилії. З 29 квітня 1943 року — 2-й, з 15 грудня 1943 року — 1-й вахтовий офіцер на U-518, на якому взяв участь у трьох походах. Під час третього походу був потоплений 1 корабель водотоннажністю 3401 тонну. З 1 червня по 15 липня 1944 року пройшов курс позиціонування (радіовимірювання), з 15 липня по 31 серпня 1944 року — курс командира човна. 4 вересня 1944 року направлений на будівництво U-2335. З 27 вересня 1944 року — командир U-2335. 9 травня 1945 року здався британським військам в Крсітіансанні. 2 березня 1947 року звільнений.

## Звання
- Кандидат в офіцери (22 вересня 1940)
- Морський кадет (1 лютого 1941)
- Фенріх-цур-зее (1 серпня 1941)
- Оберфенріх-цур-зее (1 липня 1942)
- Лейтенант-цур-зее (1 січня 1943)
- Оберлейтенант-цур-зее (1 жовтня 1944)

## Нагороди
- Нагрудний знак мінних тральщиків (18 жовтня 1941)
- Нагрудний знак підводника (4 грудня 1943)
- Залізний хрест
  - 2-го класу (4 грудня 1943)
  - 1-го класу (12 травня 1944)
- Фронтова планка підводника в бронзі (14 листопада 1944)